# Gunnar Söderlindh
Erik Gunnar Engelbrekt Söderlindh (Örebro, 10 de febrer de 1896 – Lundby, Göteborg, 26 de desembre de 1969) va ser un gimnasta artístic suec que va competir a començaments del segle xx.
El 1920 va prendre part en els Jocs Olímpics d'Anvers, on va guanyar la medalla d'or en el concurs per equips, sistema suec del programa de gimnàstica.